# Unie van Progressieve Surinamers
De Unie van Progressieve Surinamers (UPS) was van 2003 tot 2013 een politieke partij in Suriname.
De partij werd formeel in 2003 opgericht en kende tijdens haar gehele bestaan Henry Ori als voorzitter.
De UPS deed samen met Democratie en Ontwikkeling in Eenheid (DOE) mee aan de verkiezingen van 2005, maar behaalde geen zetels. Na een interne ruzie vertrok Radjen Kisoensingh in 2009 uit de partij en richtte zijn eigen partij 1 Suriname op.
Tijdens de verkiezingen van 2010 was de unie een van de vier partijen van de VolksAlliantie (aanvankelijk voor de verkiezingen 'Middenblok' genoemd), waarin Pertjajah Luhur (PL) van Paul Somohardjo als grootste partij deelnam. Tijdens deze verkiezingen werd evenmin een zetel in De Nationale Assemblée verkregen.
In 2013 ging de UPS onder leiding van Ori op in de Vooruitstrevende Hervormings Partij (VHP).